# Teresa Skrabka-Błotnicka
Teresa Skrabka-Błotnicka (ur. 1933) – polska inżynier, dr hab., prof.

## Życiorys
Obroniła pracę doktorską, następnie uzyskała stopień doktora habilitowanego. 15 czerwca 1990 nadano jej tytuł profesora w zakresie nauk rolniczych. Pracowała w Katedrze Technologii Żywności Pochodzenia Zwierzęcego na Wydziale Inżynieryjnym i Ekonomicznym Akademii Ekonomicznej im. Oskara Langego we Wrocławiu. Prowadziła badania dotyczące zmian zachodzących w białkach oraz jakości i wartości odżywczej produktów drobiowych pod wpływem czynników biologicznych oraz surowców tłuszczowych i białkowych. Zajmowała się także oznaczaniem aminokwasów przy pomocy chromatografii.